# 폴란드 인민당 '피아스트' (1913년)
폴란드 인민당 '피아스트'(폴란드어: Polskie Stronnictwo Ludowe "Piast" 폴스키에 스트로니츠트보 루도바 피아스트[*], PSL Piast)는 폴란드 제2공화국의 정당으로, 피아스트는 피아스트 왕조에서 따온 말이라고 한다.
PSL Piast는 제2공화국 시절 내내 중요 정당이었으며, 1918년 폴란드가 독립한 이후 란즈코로나 조약 이후 치에노-피아스트 연합에서 수립된 정부의 일부를 담당해온 것으로 알려져 있다.

## 같이 보기
- 폴란드 인민당